# CKay
Chukwuka Ekweani, mieux connu sous son nom de scène CKay, né le 16 juillet 1995 à Kaduna est un auteur-compositeur-interprète et producteur de disques nigérian signé chez Warner Music Afrique du Sud. Il était auparavant signé chez Chocolate City, membre du label indépendant Warner Music Group ADA. Son single à succès international Love Nwantiti, également connu sous le nom de Love Nwantiti (Ah Ah Ah), est sorti en 2019 chez Chocolate City. Le 29 mars 2022, la chanson a fait ses débuts au numéro un, à la suite du lancement du palmarès Billboard Afrobeats. Le 9 mai 2022, elle est devenue la première chanson africaine de l'histoire à dépasser le milliard de streams sur Spotify.

## Biographie

### Enfance et débuts
Chukwuka Ekweani est né à Kaduna, un État du nord-ouest du Nigéria. Il est d'origine Igbo de l'État d'Anambra. Son amour pour la musique a été poussé par son père, qui était chef de chœur dans leur église locale. Il a commencé à produire et à écrire de la musique à l'âge de 13 ans. En grandissant, il a été ému par les instruments de musique, ce qui l'a incité à apprendre le piano auprès de son père. Par la suite, un ami lui fait découvrir le logiciel de production Fruity Loops. Chukwuka a commencé sa carrière musicale en tant que membre d'un groupe, composé de lui et de deux autres compagnons de groupe, avant de commencer sa carrière solo en tant que CKay.

### 2014-2017: Chocolate City etWho the Fuck Is CKay?
En 2014, il a déménagé à Lagos, après avoir été découvert. Alors qu'il était signé avec Loopy Music, il a commencé à travailler avec Chocolate City, début 2015. C'est un musicien qui a fait des morceaux dans une variété de genres, y compris les Afrobeats, le R&B et le dancehall.
Le 6 mai 2016, il a sorti un single promotionnel intitulé "Bad Musician Bad Producer", avec son instrumental mis à disposition en téléchargement gratuit sur tous les blogs nigérians à des fins commerciales pour les couvertures, le club et la diffusion. À la suite de la fusion de Loopy Music en 2016, il a officiellement rejoint la liste des artistes de Chocolate City le 31 août 2016. Le 23 octobre 2016, la reprise de "Bad Musician Bad Producer" de Kelly Joe, a été nommée par TNMA et a valu à CKay, une reconnaissance spéciale. Le 11 septembre 2017, il a sorti Who the Fuck Is CKay? - EP, via Chocolate City.
Le 11 septembre 2017, il a sorti sa première pièce de théâtre étendue Who the Fuck Is CKay?,  travers Chocolate City. Le 30 août 2019, il a sorti sa deuxième pièce de théâtre prolongée CKay the First through Chocolate City, et le 11 février 2021, il a sorti sa troisième pièce prolongée Boyfriend via Warner Music South Africa.

### 2018-2021:Love Nwantiti, Warner Music Africa etEmiliana
Le 2 mars 2018, il sort Container, un disque Afrobeat influencé par le style de danse sud-africain gwara gwara. La chanson est devenue un disque révolutionnaire et lui a valu une diffusion substantielle au Nigeria. Il est sorti via Chocolate City et a été produit par Tempoe. Le 6 juillet 2018, il a sorti le clip, réalisé et tourné par le Myth dans divers endroits à Lagos.
Le 30 août 2019, il a sorti son deuxième jeu prolongé CKay the First via Chocolate City. Le projet a donné naissance au hit Love Nwantiti, qui est devenu un disque majeur au Nigeria. Le 14 février 2020, CKay a sorti un remix intitulé Love Nwantiti (Ah Ah Ah) mettant en vedette Joeboy et Kuami Eugene.
En 2021, il est devenu viral sur TikTok et est devenu un succès international, cartographiant à travers l'Europe, l'Afrique, l'Australie et la Nouvelle-Zélande, atteignant également le numéro 23 au Royaume-Uni et lui a valu sa première entrée sur le Billboard Hot 100 américain. Un remix nord-africain mettant en vedette ElGrandeToto est devenu populaire dans les pays du Maghreb et en Allemagne. Un remix français avec Franglish, un remix allemand avec Frizzo, Joeboy et Kuami Eugene, la version espagnole avec De La Ghetto, le remix est-africain avec Rayvanny et un remix sud-africain avec Tshego et Gemini Major.
Le 13 novembre 2020, il est apparu sur la chanson La La de l'album studio de Davido A Better Time, sorti via Davido Music Worldwide, RCA Records et Sony Music. Le 11 février 2021, il sort son troisième ep Boyfriend via Warner Music South Africa. Le 4 mai 2021, CKay a tweeté "Je ne suis PAS signé à Chocolate City. Je suis signé chez Warner Music South Africa. Le 28 juillet 2021, il a reçu un Silver Creator Award de YouTube, à 100 000 abonnés. Le 6 août 2021, il est apparu sur la chanson Beggie Beggie du premier album studio d'Ayra Starr, 19 & Dangerous, sorti via Mavin Records. Le 8 octobre 2021, CKay est devenu le premier artiste africain à atteindre 20 millions d'auditeurs Spotify, avec plus de 21 millions d'auditeurs mensuels sur sa page Spotify. Le 3 novembre 2021, il a vilipendé son contrat d'enregistrement avec Atlantic sur Power 99.1 FM. Le 3 décembre 2021, CKay a sorti Emiliana et By Your Side avec Blxckie. Le 1er avril 2022, le clip est sorti et réalisé par Mosh. Emiliana a cartographié à travers l'Europe et l'Afrique, atteignant également le numéro 9 en France et lui valant son premier classement dans le top 5 du classement Nigeria TurnTable Top 50. Le 26 mai 2022, Emiliana a été certifiée platine en France.

### Depuis 2022:Watawi
Le 24 mai 2022, Beggie Beggie de Starr lui a valu une reconnaissance spéciale à The Headies, dans la catégorie Meilleure collaboration. Le 17 juin 2022, il a sorti Watawi, mettant en vedette Davido, Focalistic et Abidoza, qui a culminé au numéro 13 du TurnTable Top 50 du Nigeria et était accompagné d'un clip vidéo, réalisé par Dalia Dias. Le 20 juin 2022, CKay est devenu le deuxième artiste africain à atteindre 1,2 milliard de streams et a été dépassé par 200 millions de streams de Burna Boy, comme le plus diffusé avec un total de 1,4 milliard de streams.
Le 18 août 2022, CKay a dépassé les 100 millions de flux sur Boomplay et a reçu une plaque de club en or de Boomplay. Selon l'analyse des données de Boomplay, la musique CKay faisait partie de 3 549 listes de lecture avec plus de 120 pays appréciant et diffusant des chansons Ckay sur Boomplay au 18 août 2022.
Ce même jour, il participe à la compilation Ici c'est Paris du label Rec. 118 sur le titre Ma chérie avec Leto.

## Genre artistique
CKay a personnellement surnommé son son "Emo-afrobeats", pour souligner son accent sur le lyrisme émotionnel et romantique dans sa musique. CKay a fait des morceaux dans une variété de genres, y compris Afrobeats, R&B et dancehall.
Le 4 juin 2019, dans une interview avec Ayo Onikoyi de Vanguard Nigeria , CKay a décrit son style de musique comme de l'afro-pop du futur (2056 apr. J.-C. en particulier). Le 24 septembre 2021, Helen Ainsley de l'Official Charts Company décrit la musique de CKay comme une fusion d'afrobeats avec de la pop, de la musique électronique et même une interpolation de la musique classique.
Le 24 septembre 2021, l'écrivain de l'OCC, Helen Ainsley, décrit la musique de CKay comme fusionnant Afrobeats avec de la pop, de la musique électronique et même de la musique classique interpolée. Le 29 octobre 2021, Nelson CJ de Teen Vogue, a répertorié CKay parmi d'autres artistes nigérians confondus pour être des chanteurs d'Alté.

## Tournées
- Sad Romance Tour (2022)[37]

## Distinctions
| Année | Travail nommé                               | Cérémonie                   | Catégorie                             | Résultat   |
| ----- | ------------------------------------------- | --------------------------- | ------------------------------------- | ---------- |
| 2017  | Bad Musician Bad Producer par Kelly Joe     | Top Naija Music Awards      | Meilleure cover de chanson            | Nomination |
| 2018  | Lui-même                                    | City People Music Award     | Meilleur nouvel acte de l'année       | Nomination |
| 2020  | Love Nwantiti (feat. Joeboy & Kuami Eugene) | City People Music Award     | Meilleure collaboration de l'année    | Nomination |
| 2021  | Lui-même Felony                             | All Africa Music Awards     | Artiste africain le plus prometteur   | Nomination |
| 2021  | Lui-même                                    | Mobo Awards                 | Meilleur numéro de musique africaine  | Nomination |
| 2022  | Love Nwantiti                               | Brit Awards                 | Meilleure chanson internationale      | Nomination |
| 2022  | Lui-même                                    | The Future Awards Africa    | Prix de la musique (Doté par Infinix) | Nomination |
| 2022  | Beggie Beggie (avec Ayra Starr)             | The Headies                 | Meilleure collaboration               | En attente |
| 2022  | Lui-même                                    | The Headies                 | Artiste numérique de l'année          | En attente |
| 2022  | Lui-même                                    | Global Music Awards Africa, | Artiste afrobeat de l'année           | Nomination |
| 2022  | Love Nwantiti                               | Global Music Awards Africa, | Chanson afrobeat de l'année           | Nomination |
| 2022  | CKay et ElGrande Toto                       | Global Music Awards Africa, | Auteur-compositeur de l'année         | Nomination |
| 2022  | Love Nwantiti                               | Global Music Awards Africa, | Chanson populaire de l'année          | Nomination |